# Холок
Холок (Ерок, Холка) — река в России, протекает по Белгородской области. Устье реки находится в 328 км от устья реки Оскол по правому берегу. Длина реки составляет 38 км, площадь водосборного бассейна — 565 км².

## География и гидрология
Исток реки расположен у села Мальцевка в Новооскольском районе Белгородской области. Река Холок впадает в реку Оскол в 328 км от устья последней возле села Холки Чернянского района.

## Данные водного реестра
По данным государственного водного реестра России относится к Донскому бассейновому округу, водохозяйственный участок реки — Оскол ниже Старооскольского гидроузла до границы РФ с Украиной, речной подбассейн реки — Северский Донец (российская часть бассейна). Речной бассейн реки — Дон (российская часть бассейна).
Код объекта в государственном водном реестре — 05010400312107000011929.